# Reial Santuari de la Mare de Déu de la Font de la Salut de Traiguera
L'Ermita, l'Ermitori i, finalment, el Reial Santuari de la Mare de Déu de la Font de la Salut de Traiguera, és un conjunt devocional catòlic amb un temple i diverses edificacions annexes, d'estil renaixentista i barroc, amb restes gòtiques. Es troba al sud de Traiguera, a 2 km en direcció a Sant Jordi pel camí de la Mare de Déu, en mig d'un petit barranc situat en la serra d'en Menor.
El 16 de febrer de 2007 el conjunt és declarat Bé d'Interés Cultural amb la categoria de Monument.
Des de fa uns anys la Casa dels Capellans ha estat reconvertida en un restaurant, i a l'abril de 2010, les antigues cuines, sota l'hostatgeria, s'han reaprofitat per instal·lar una oficina de turisme.

## Història
La troballa d'una imatge de la Mare de Déu en 1384 inicia la construcció d'una primera ermita, molt senzilla, a la vora de la font, de la qual no hi queda res, i que se situava on ara està l'actual hostatgeria. Posteriorment, en el segle xv, s'edifica un temple més ampli, que fou iniciat el 8 de setembre de 1439, amb la presència del Mestre de Montesa, Romeu de Corbera, i finalitzat un any més tard, amb la celebració de la primera missa pel rector Bernat Llorach, i ocupava el que ara és la nau del temple més el creuer fons a l'entrada del presbiteri.

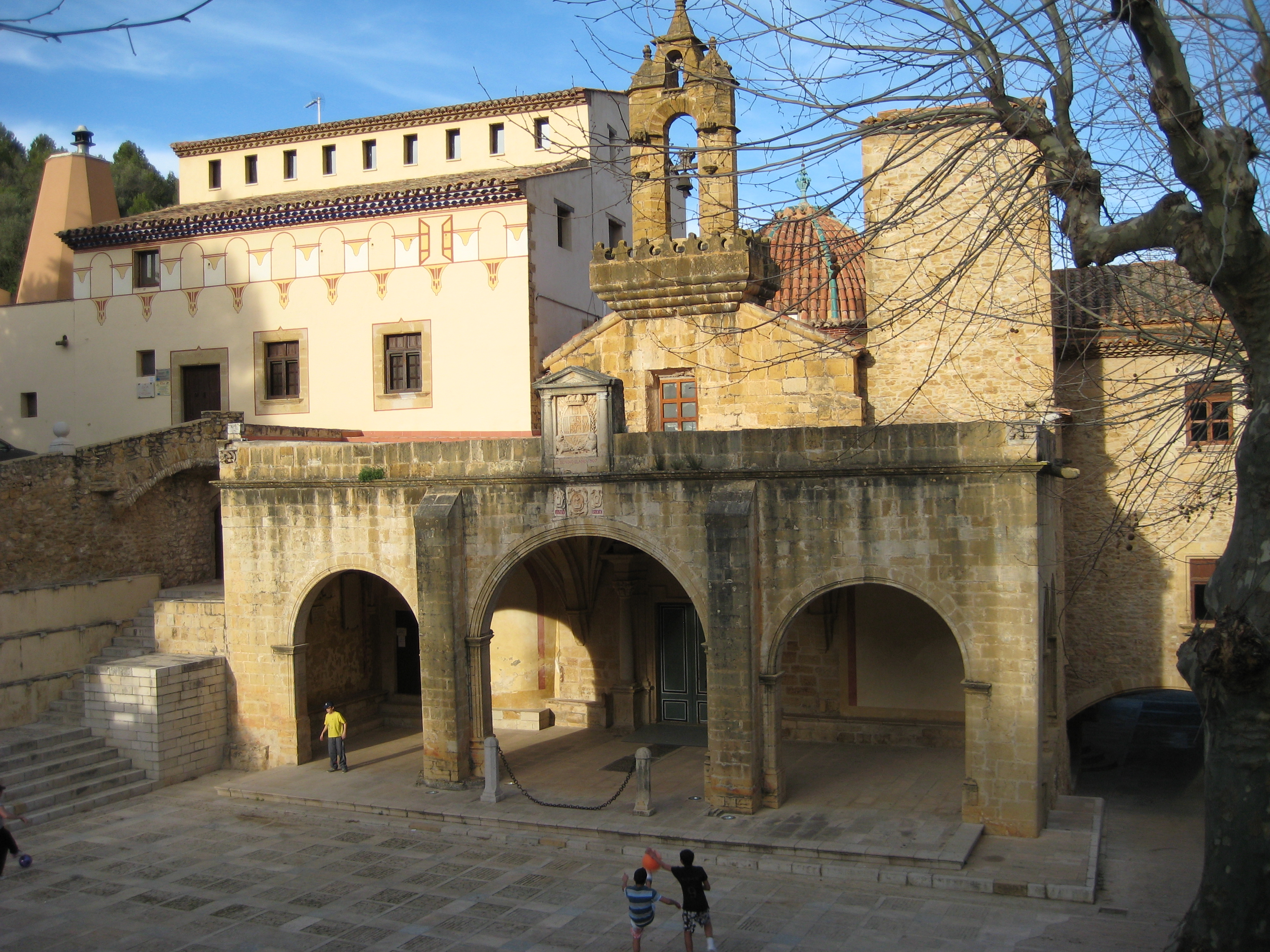

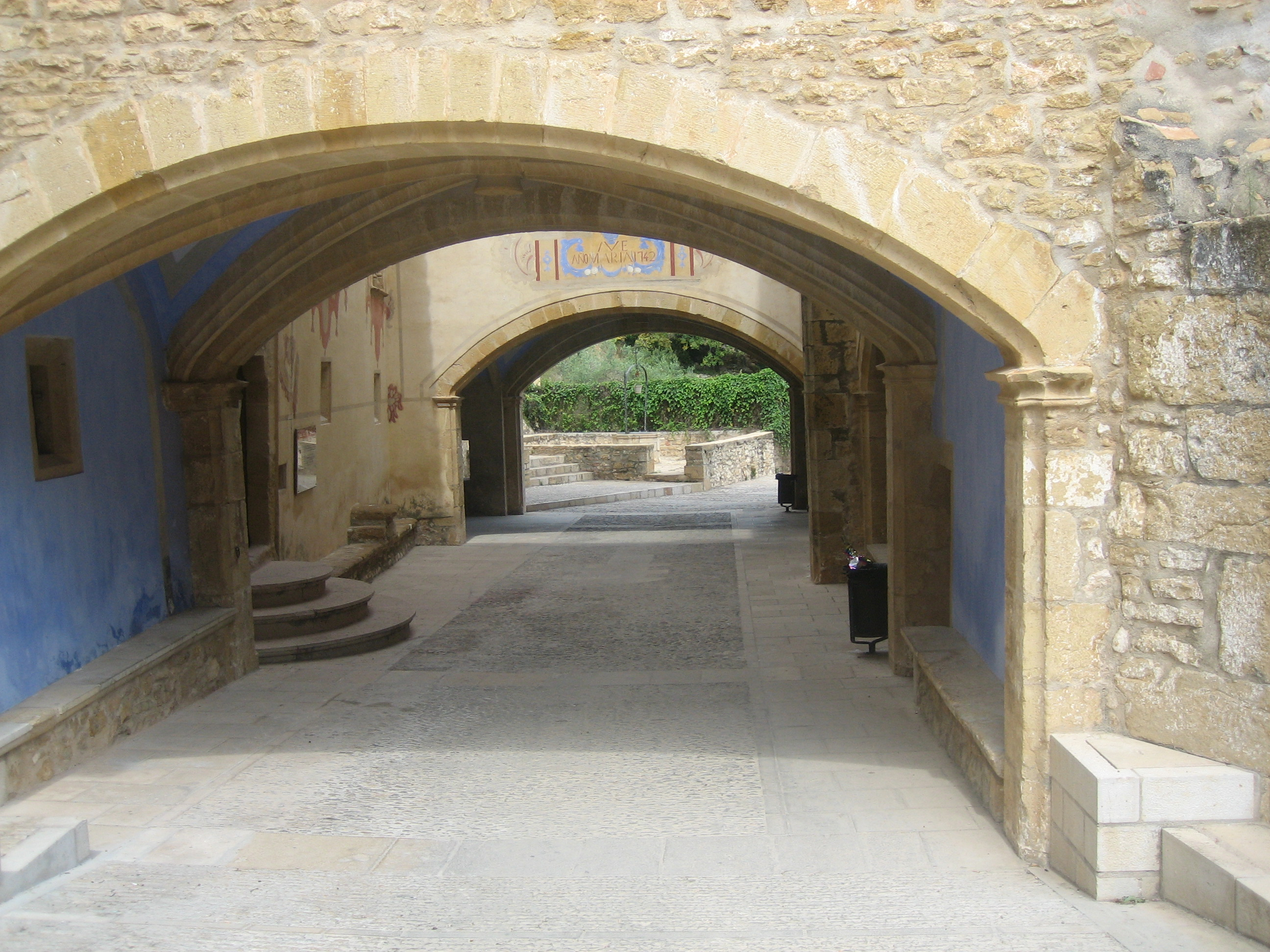

Les construccions que ara es conserven corresponen al segle xvi, amb una profunda transformació en el segle xviii. L'únic element anterior és l'espadanya, construïda en el segle xv.
El període de màxima esplendor del santuari fou el segle xvi. En 1523 el duc de Sogorb, Alfons I d'Aragó, inicia la construcció d'un palau, que quedà inacabat, i promou la concessió d'indult apostòlic als que visiten el santuari. En 1531 es comença la construcció de l'hostatgeria a càrrec del bisbe de Sogorb, Gaspar Jofré de Borja. En 1540 l'arquebisbe de València Jorge de Austria atorga llicència per demanar almoines en l'arxidiòcesi per al santuari. El 1542 el rei Carles I atorgà salvaguarda reial a l'ermita, en 1555 el papa Pau IV confirma la protecció, i en 1561 Felip II renova la protecció reial. En 1564 el rei Felip II visita el santuari. En 1566 el papa Pius V va instituir una capellania en l'ermita amb sis clergues i un prior per oferir els oficis religiosos, fet que va obligar a construir la casa dels Capellans en 1570, seu central on s'organitzà la vida religiosa i econòmica del Santuari. El bisbe de Tortosa, Martín de Córdoba y Mendoza, el dia 2 de febrer de 1573, autoritza el fer de cementeri el sòl del pòrtic. En 1586 el rei Felip II visita de nou el santuari. En 1588 es construeix el pòrtic que dona accés al temple. Entre 1590 i 1595 s'edifica un hospital per acollir els pobres devots. I la Creu Coberta o Prigó cobert, fou esculpida per Baptista Vàzquez l'any 1598.
En el segle xvii, malgrat unes condicions generals adverses, amb crisi econòmica i bandolerisme, que dificulten les visites, encara rep el 1610 la visita reial de Felip IV, també s'inicien les obres de la part superior de l'hostatgeria en 1619 i, se substitueix la coberta de fusta per una volta que ja en 1693 estava molt deteriorada. La decadència, però, avança, i és palesa en la disputa per les competències econòmiques i administratives del santuari entre el Consell municipal de Traiguera i la Capellania, on acaba guanyant el Consell, el qual obté la prerrogativa d'elegir els clergues i poder intervenir en la part econòmica i administrativa del santuari.
L'arribada dels borbons a Espanya suposa un ressorgiment de la devoció mariana, amb un major interès pel santuari i un increment dels peregrins i visitants que hi arriben. Aquesta prosperitat incideix en la renovació del temple, on es fa la portada principal, es refà la nau, es construeix el creuer, i s'allarga la capçalera amb un nou presbiteri i un cambril amb cúpula, que fou acabat en 1716, segons està indicat en la portada. Uns anys després es realitza el retaule major, obra de Francesc Esteve i Antoni Salvador, destruït durant la guerra civil. El 1736 estava decorada la capçalera del temple, i uns anys després, es decora la nau i el creuer. El 1807 es renova el pòrtic, tal com s'indica en l'escut reial que corona l'arc central.
D'aleshores ençà poc es feu per evitar el deteriorament progressiu de tot el complex, agreujat durant els períodes bèl·lics. Des de 1986, amb la creació de l'Escola Taller de Traiguera s'ha anat realitzant una completa rehabilitació del santuari. La Conselleria de Cultura també ha participat impulsant la restauració de la teulada, i en 1999 promogué la conservació i restauració de les pintures murals del presbiteri.
Amb motiu de l'exposició Paisatges Sagrats patrocinada per la Fundació La Llum de les Imatges, s'ha dut a terme la recuperació de la decoració original del cambril, la sagristia i el cor alt, i la restauració dels quatre altars.

## Arquitectura

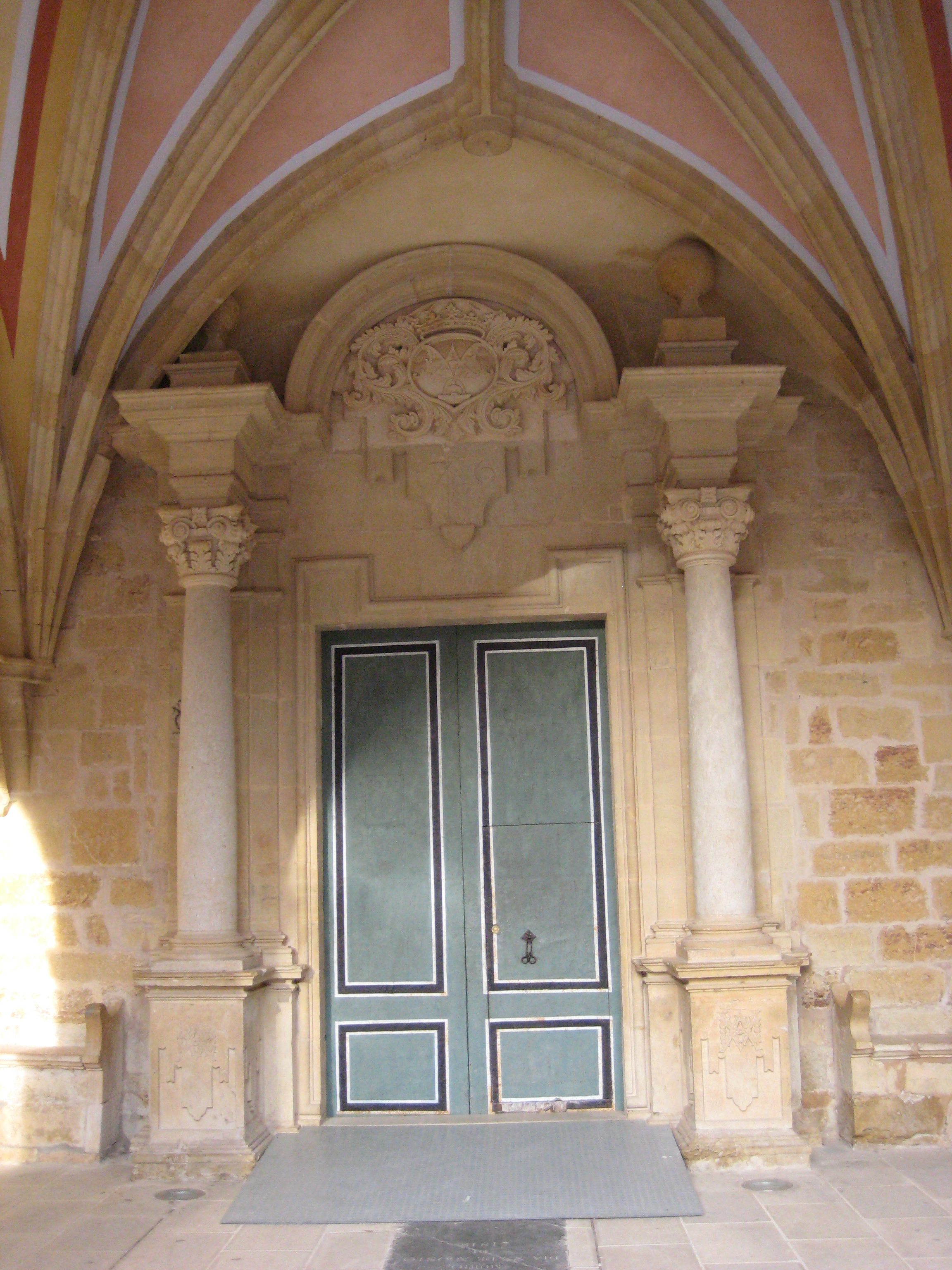

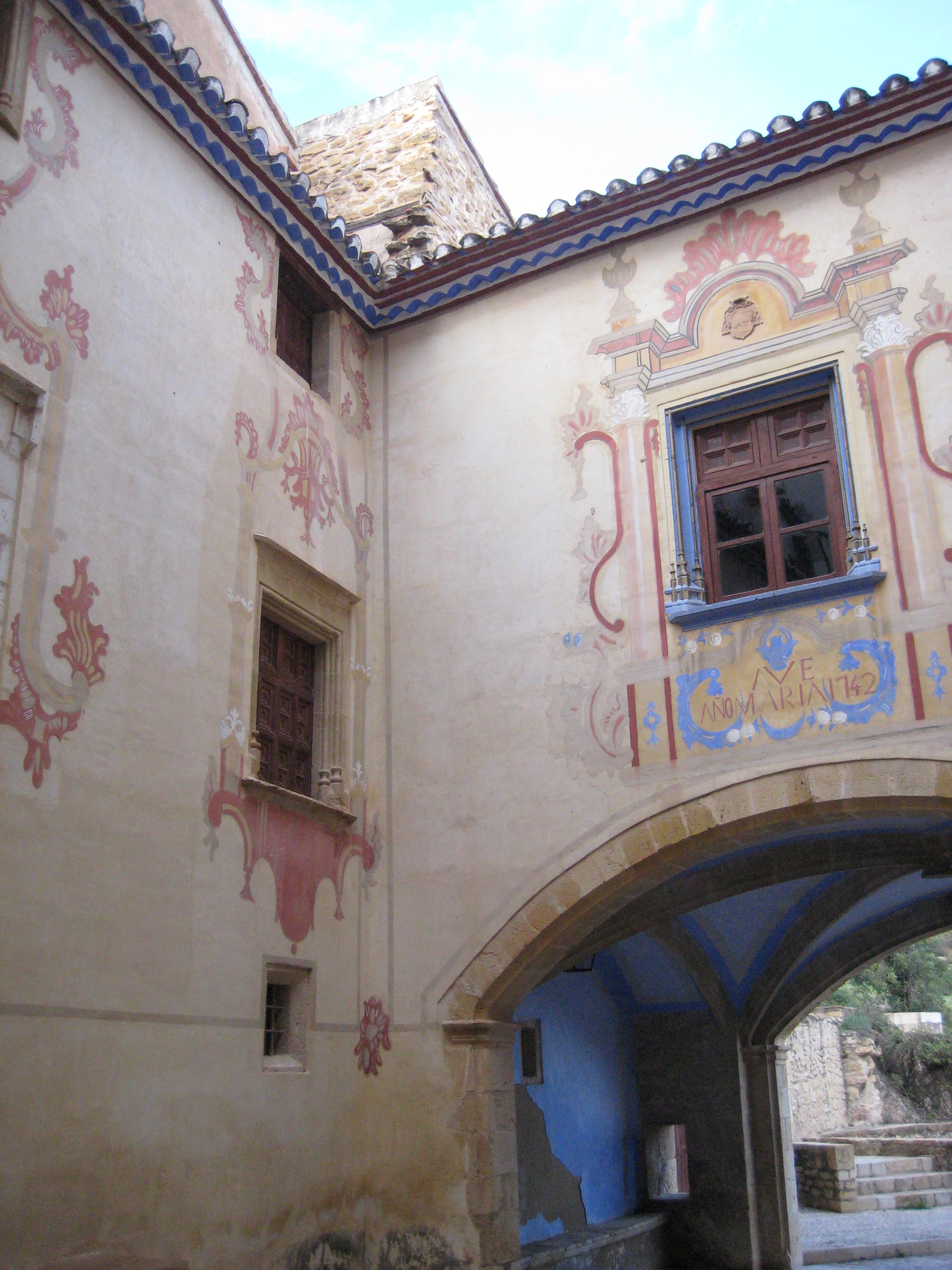

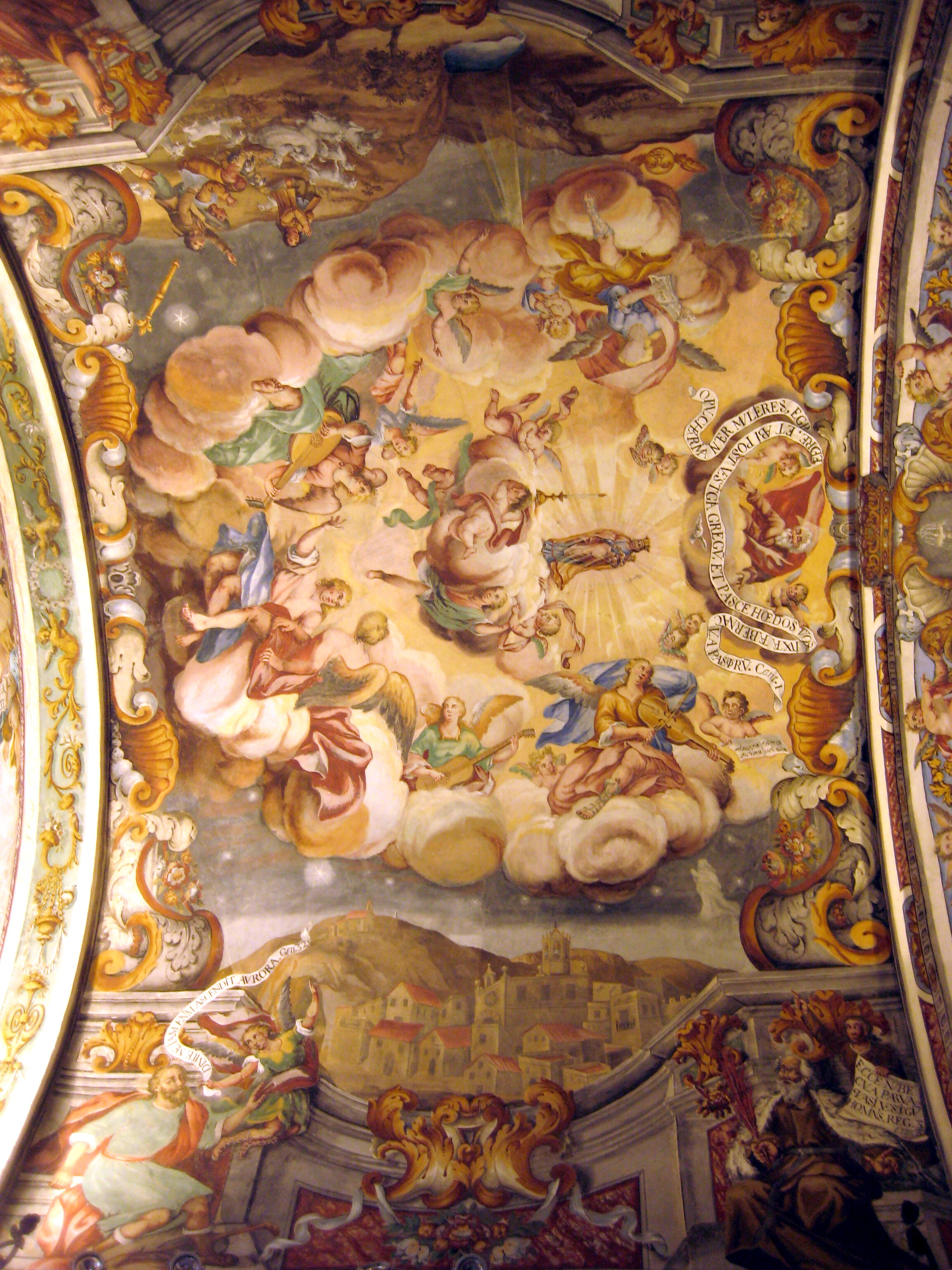

El conjunt està format pel temple, al centre, la casa dels Capellans i el palau dels ducs de Sogorb, a l'esquerra, la font del Miracle amb una capella gòtica i les cuines, i per sobre l'hostatgeria, a la dreta; amb una àmplia plaça davantera on es troben unes construccions porxades que servien per a refugi de visitants, i una creu coberta (l'any 2019 recuperava la teulada destruïda durant la Guerra Civil), que era la darrera de set creus o peirons que anaven seguint el camí des de Traiguera, i que representaven els set dolors de la Mare de Déu (Dolor, Fugida a Egipte, Crist perdut al temple, Trasllat del cos de Crist, Crucifixió, Davallament de la Creu i Ascensió), i de les quals sols es conserven alguns elements.

### Estructura
La construcció del segle xiv era un petit temple rural amb arcs diafragma i sostre de fusta a dues vessants. Fou substituït en el segle xv per un temple rectangular amb una nau de tres trams, creuer i presbiteri amb un absis central i dues absidioles laterals.
Un pòrtic renaixentista dona pas al temple. Està realitzat amb carreus i amb tres arcs de mig punt, on el central és més gran, formant un arc de triomf, i està cobert per tres crugies quadrades amb volta de creueria. Dalt de l'arc central dos escuts del poble emmarquen el del santuari, i per damunt, rematant el pòrtic, en un templet clàssic, amb columnes jòniques i frontó, es troba l'escut de Carles IV.
La portada principal, coberta pel pòrtic, està flanquejada per columnes aplatades corínties, i per sobre del mur de la façana se situa l'espadanya construïda amb carreus de roca groga, la qual sorgeix d'una torreta emmerletada, amb una gran obertura de mig punt, i al damunt, altra de petita, i als costats, dues mènsules amb el corresponent caputxó formant capelletes on se situaven imatges avui desaparegudes, tot rematat per pinacles.
El temple es distribueix en una sola nau de tres trams amb volta de canó amb llunetes i capelles laterals, creuer, capella major, cambril, sagristies i cor alt als peus. Es cobreix amb volta de canó amb llunetes en la nau, cúpula sobre petxines i sense tambor en el creuer, volta de canó en la capella major i, cúpula amb un alt tambor amb finestres en el cambril. En el temple destaca l'element longitudinal, amb un perfil telescòpic que va fent-se estret des de la nau fins al cambril. Així, d'una longitud total de 43 metres, la nau ocupa 15 m amb una amplada de 8,20 m; el creuer té 8,20 m de llarg i 14 m d'ample; i el presbiteri i el cambril, 13,40 m i 6,20 m, respectivament, amb una amplada comuna de 6 m.

### Interior
La nau i el creuer s'ordenen en pilastres corínties recolzades en rocalles que suporten un fris, sobre el qual comença la volta. Les pilastres de la nau flanquegen les capelles laterals. En el fris, sobre els capitells, dos querubins.
Una reixa separa el creuer de la capella major. La reixa —dividida en dues altures i tres trams— s'alça fins a l'altura de la imposta dels arcs.
La decoració barroca de l'interior, datada en 1736, presenta dues zones d'estils diferenciats: el presbiteri i el cambril, per una part, i la nau i el transsepte, per l'altra. La zona de la capçalera fou realitzada entre 1716, quan acabaren les obres d'ampliació del temple, i 1736, data que apareix en les pintures, i ha estat atribuïda als Guilló, per les seves similituds estilístiques, cromàtiques i compositives; la zona de la nau i el transsepte fou realitzada amb posterioritat.
El programa iconogràfic del cambril-presbiteri, realitzat amb pintura al tremp, està centrat en l'exaltació de la Mare de Déu, amb dos blocs temàtics: La part inferior o terrenal, en els murs laterals, on s'explica la història de la troballa de la imatge i els miracles relacionats; i la part superior o celestial, en la volta del presbiteri i la cúpula del cambril, amb al·legories de la Mare de Déu.

### Casa dels Capellans
L'ala esquerra del santuari, antiga Casa dels Capellans, està notablement transformada. En els nivells inferiors se situen naus d'arcs de diafragma i, en el superior, una sèrie de sales molt renovades.

### Hostatgeria
L'hostatgeria és un conjunt d'alcoves destinades a acollir els pelegrins al santuari, amb dos pisos, amb un pati interior, i carregada sobre arcs escarsers per deixar lliure el llit del barranc. Està construïda amb murs de maçoneria amb finestres rectangulars de carreus amb motllures de tradició gòtica. La fusteria i els guarniments de ferro són renaixentistes. Els murs del pati presenten una pintura arquitectònica al fresc. Entre les sales ha de destacar-se la dita del Bisbe, on la sostrada descansa sobre mènsules esculpides amb caps humans d'un bisbe, un cardenal, un capità i un turc, que la tradició vincula amb les reunions prèvies a la batalla de Lepant, i les dues finestres estan coronades per l'escut de Gaspar Jofré de Borja.
A la planta baixa de l'hostatgeria es troba la capella de la Mare de Déu, al costat de la font del Miracle, i es cobreix amb volta de creueria i s'adorna amb pintures al tremp d'àngels músics. La veïna cuina medieval està formada per un gran tir cònic disposat sobre petxines i arcs.

## Festivitat i tradicions

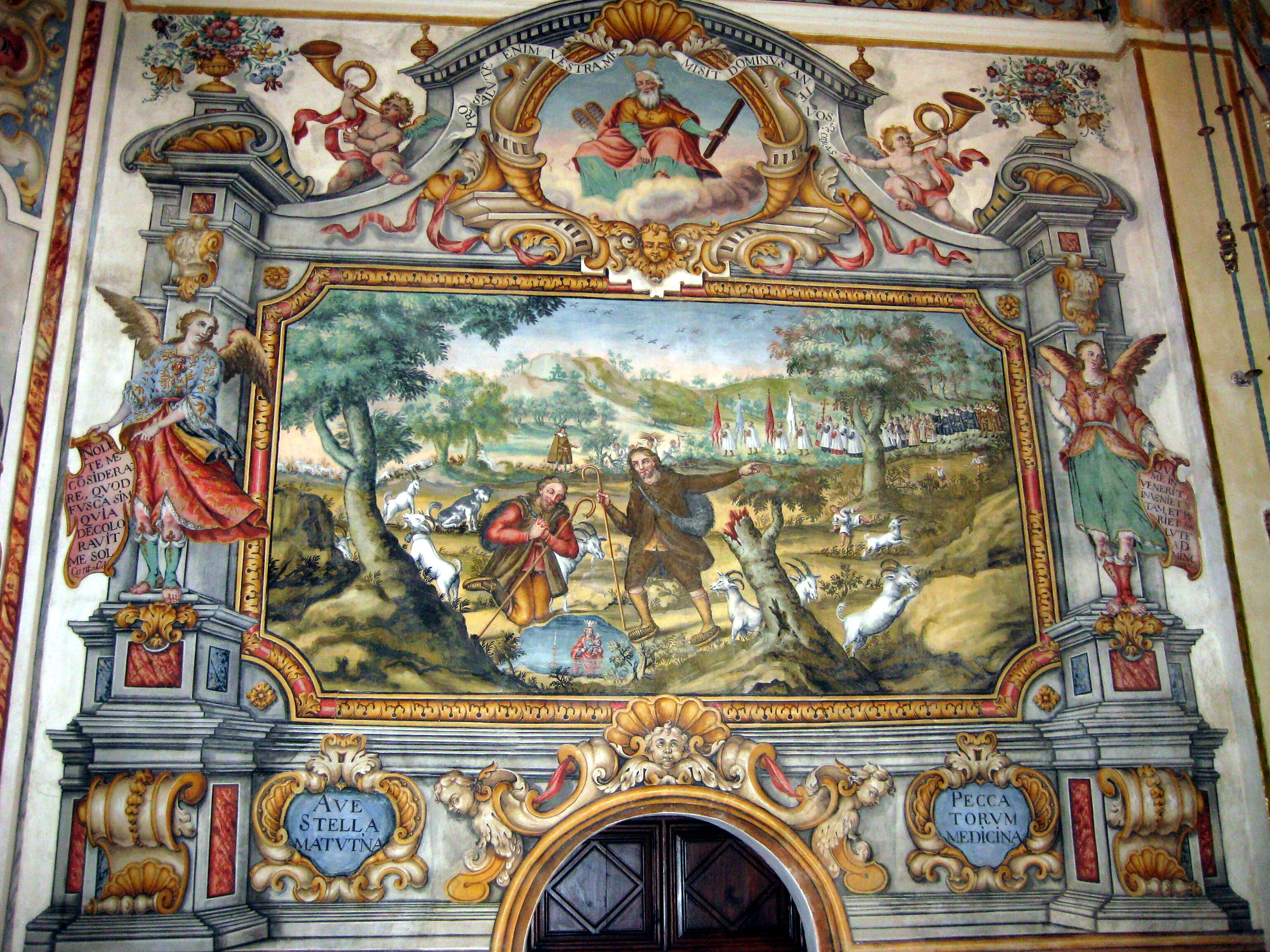

La Font de la Salut és el més important centre de peregrinació del Maestrat, amb romeries dels pobles dels voltants. De Traiguera surten dues romeries cap a l'ermita, durant la celebració de la festivitat de la Mare de Déu de la Font de la Salut, patrona de la població, el primer diumenge de setembre, i el diumenge següent a la Pasqua de Resurrecció. L'1 de maig acudeixen els pelegrins de Sant Jordi, el segon diumenge de maig els canetans, el darrer diumenge de maig els cerverins i el primer diumenge d'octubre els benicarlandos. I de la Jana surt una romeria el dilluns de Pasqua.
Segons la tradició, dos joves pastors cerverins, Anastasi i Jaume Sorlí, a l'estiu de 1384, sense aigua per beure ni ells ni el ramat de cabres en un terreny que sempre havien considerat estèril, van veure sortir del barranc una cabra amb el morro mullat. Un dels pastors, Jaume, que era mut, va arribar-s'hi i begué en una petita font, on en acabar va veure una imatge de la Mare de Déu, i en aquell moment pogué parlar donant-li les gràcies. Després anaren al poble per comunicar la troballa, i el clergat i els veïns s'encaminaren fins a la font, veneraren la imatge i la traslladaren a l'església parroquial. La imatge, però, havia desaparegut l'endemà, i la trobaren altra vegada en la font, i davant la voluntat de la Mare de Déu, iniciaren la construcció d'una ermita en aquell lloc.
Diversos prodigis i miracles foren atribuïts a la intervenció de la Mare de la Mare de Déu de la Salut de Traiguera: El 1449 aparegué la llum d'una espelma dins l'aigua de la font, i el 1450 ressuscità Miquel Gargalló, a un poble d'Aragó, per invocació del seu pare a la Verge de Traiguera. El segle xvi fou el de més fets miraculosos atribuïts a la Mare de Déu, i inclús les autoritats religioses utilitzaren un llibre per registrar els fets, i la propagació dels miracles provocà una massiva assistència de peregrins.